# Cate Campbell
Cate Campbell, född 20 maj 1992 i Blantyre, Malawi, är en australisk simmare. Campbells största framgångar är tre olympiska guld på 4x100 meter frisim och fyra andra guld vunna vid Världsmästerskap, varav ett på distansen 100 meter frisim vid VM i Barcelona 2013. Cate är syster till simmaren Bronte Campbell.

## Karriär

### 2016
Vid de olympiska simtävlingarna 2016 tog Campbell en guldmedalj på 4×100 meter frisim tillsammans med Emma McKeon, Brittany Elmslie och systern Bronte. De vann på världsrekordtiden tre minuter och 30,65 sekunder. Hon tog också en silvermedalj på 4×100 meter medley under samma spel.

### 2021
Den 7 juli 2021 blev Campbell och basketspelaren Patty Mills utsedda till att vara Australiens fanbärare vid olympiska sommarspelen 2020 i Tokyo. Hon blev den första kvinnliga simmaren att vara fanbärare för Australien. Campbell tog guld på 4×100 meter frisim tillsammans med Meg Harris, Emma McKeon och systern Bronte Campbell. De vann på världsrekordtiden 3.29,69 och det var Campbells tredje OS-guld på distansen. Därefter tog Campbell brons på 100 meter frisim efter att ha slutat bakom Emma McKeon (guld) och Siobhan Haughey (silver).
Under den nionde dagen av OS slutade Campbell på sjunde plats i finalen på 50 meter frisim. Senare samma dag tog hon guld tillsammans med Kaylee McKeown, Chelsea Hodges och Emma McKeon på 4×100 meter medley.